# St. Ulrich (Pfuhl)

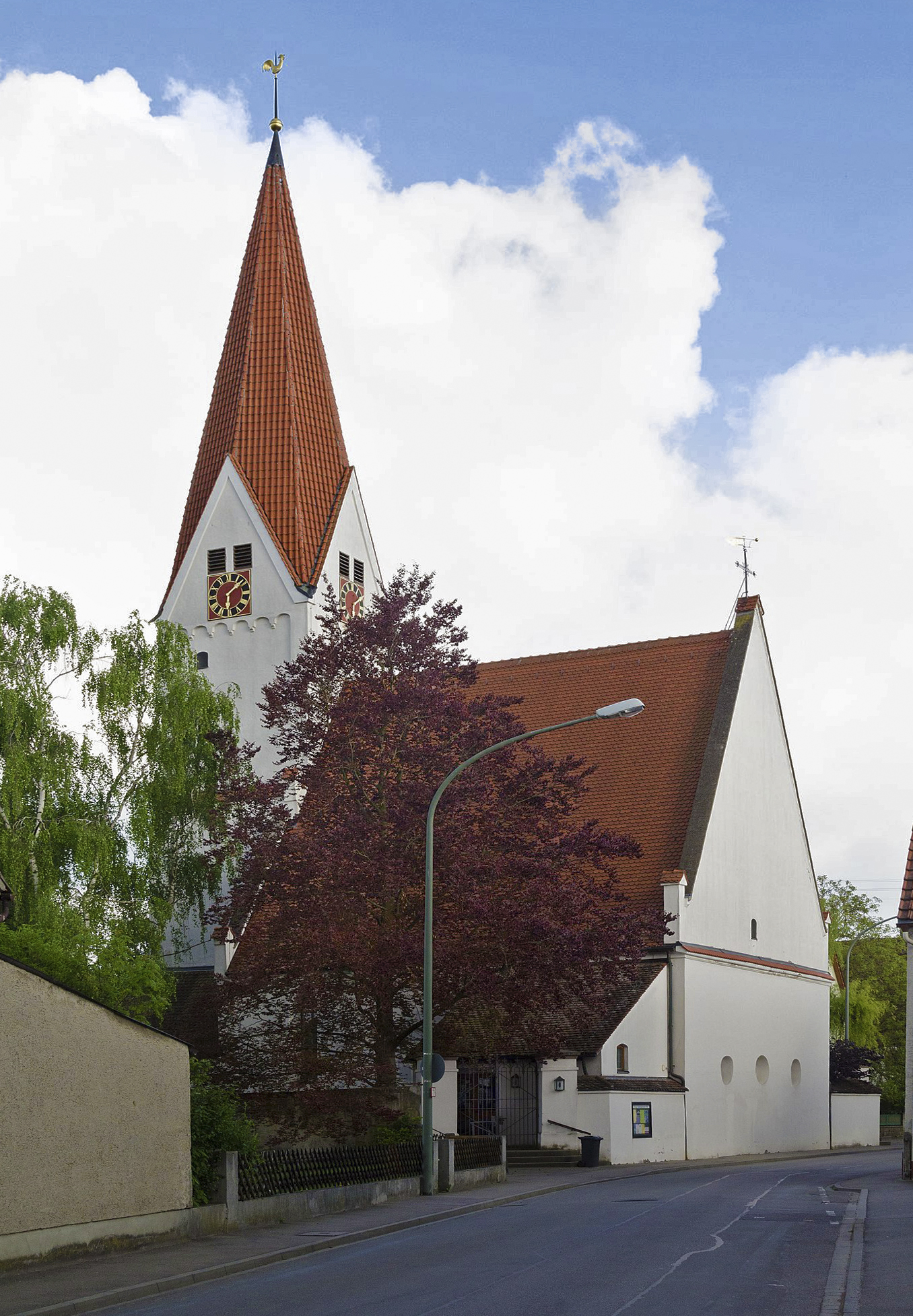
St. Ulrich in Pfuhl

Die evangelisch-lutherische Pfarrkirche St. Ulrich steht in Pfuhl, einem Gemeindeteil von Neu-Ulm im schwäbischen Landkreis Neu-Ulm in Bayern. Das Bauwerk ist in der Liste der Baudenkmäler in Neu-Ulm als Baudenkmal unter der Nr. D-7-75-135-86 eingetragen. Die Pfarrei gehört zum Dekanat Neu-Ulm des Kirchenkreises Augsburg der Evangelisch-Lutherischen Kirche in Bayern. Sie ist nach Ulrich von Augsburg benannt.

## Beschreibung
Die unteren Geschosse des Chorturms im Osten des um 1480 errichteten Langhauses wurden im späten 14. Jahrhundert gebaut. Zeitgleich wurde der Chorturm aufgestockt und mit einem spitzen Helm zwischen den vier Giebeln bedeckt. Hinter den Klangarkaden befindet sich der Glockenstuhl mit drei Kirchenglocken. Darunter sind die Zifferblätter der Turmuhr angebracht. Die Kirche wurde 1661 und 1727/28 umgestaltet. Der Innenraum des Langhauses hat Emporen an der Nord- und Westseite. Der Chor, d. h. das Erdgeschoss des Chorturms, ist innen mit einem Kreuzgratgewölbe überspannt. Zwischen Grabmälern erhebt sich der Chorbogen, auf dem das Jüngste Gericht dargestellt ist. Die Orgel wurde 1982 von Ekkehard Simon gebaut.